# Isabella Kruger
Isabella Kruger (* 30. März 2005) ist eine südafrikanische Tennisspielerin.

## Karriere
Kruger spielt überwiegend ITF-Turniere. Sie gewann auf der ITF Women’s World Tennis Tour bislang einen Titel im Einzel.
2022 erreichte sie in Wimbledon das Viertelfinale im Juniorinneneinzel.

## Turniersiege

### Einzel
| Nr. | Datum         | Turnier   | Kategorie | Belag     | Finalgegnerin | Ergebnis |
| --- | ------------- | --------- | --------- | --------- | ------------- | -------- |
| 1.  | 30. Juni 2024 | Hillcrest | ITF W15   | Hartplatz | Michika Ozeki | 6:2, 6:4 |

## Persönliches
Kruger ist die Tochter von Ruben Kruger, der mit der südafrikanischen Mannschaft die Rugby-Union-Weltmeisterschaft 1995 gewann. Ihre Schwester Zoë spielt ebenfalls Tennis.